# Newsarama
Newsarama è un sito web statunitense dedicato ai fumetti che offre notizie, analisi degli albi e interviste agli autori. Accanto al sito vi è un forum per la partecipazione degli appassionati.

## Storia
Nel 1995 Mike Doran pubblicava, attraverso il servizio Prodigy, alcuni brevi commenti sul mondo dei fumetti; diventati un appuntamento regolare, nel 1997 aprì una rubrica su Usenet intitolata prima The Comics Newswire, poi The Newswire, ed infine Newsarama nel 1998. La rubrica fu postata sui domini Mania.com, AnotherUniverse.com, Fandom.com e Comicon.com, prima di diventare autonoma con Newsarama.com. Nel 2007 il sito venne acquisito da Imaginova.

## Riconoscimenti
Newsarama è stato nominato agli Eagle Awards 1999, 2000 e 2005 per il premio quale miglior sito professionale dedicato ai fumetti, aggiudicandoselo infine nel 2006. Ha ricevuto inoltre l'Eagle Award 2004 come miglior E-Zine di fumetti, e l'Eisner Award 2008 come miglior periodico dedicato ai fumetti.
Entertainment Weekly ha inserito il sito tra i 25 migliori siti di intrattenimento 2006 e lo ha incluso nella lista dei migliori 100 siti web, tra gli otto dedicati ai fumetti.